# Batalla de Quera
La batalla de Quera tuvo lugar en 1875, en la región puneña en territorio de la Provincia de Jujuy, Argentina.

## Causas
A causa de que los terratenientes se querían expropiar de las tierras de los habitantes de la puna.
En 1835 se emitió el decreto de Censo enfitéusico por el medio del cual la provincia expropió las tierras existentes sin dueños legales.
En 1874, un grupo de lugareños comandados por Laureano Saravia, comisario de Santa Catalina atacaron Yavi y Santa Catalina en busca de recuperar el territorio.
Masacraron a los pobladores, siguieron hasta Cochinoca y vencieron en Abra de la Cruz al gobernador de Jujuy José María Álvarez Prado.
Esta acción se denominó batalla de Abra de la Cruz.

## Desarrollo
Luego de la batalla de Abra de la Cruz la situación para los habitantes puneños y autoridades gubernamentales cambió. La población indígena se atrincheró en el Abra de Quera dispuestos a combatir con lanzas, palos y flechas dispuestos a defender sus tierras. Llegaron refuerzos para las tropas de Álvarez Prado provenientes de Salta, un total de mil soldados.
Los pobladores locales formaron una base de operaciones en Quera, cercana a la actual Cochinoca, en total eran 800 hombres munidos de 300 armas de fuego comandados por Laureano Saravia, Benjamín Gonza, José María Maidana y Federico Zurita. Las autoridades intentaron negociar pero fracasaron y el 4 de enero de 1875 se dio inicio a la disputa. Saravia escapó a Bolivia y finalmente las tropas indígenas fueron derrotadas.

## Consecuencias
El resultado final fue: 194 naturales muertos, 231 prisioneros y 73 bajas en las tropas del gobernador. Los familiares de los combatientes indígenas, en especial de aquellos que fueron fusilados tuvieron que pedir asilo en Bolivia, con el tiempo algunos regresaron. Razón por la cual ya no existe los apellidos Gonza y Zurita en el Altiplano jujeño.
Saravia regresó en el año 1877 y se le nombró terrateniente de Santa Catalina en representación del Partido Conservador local.
En 1899 con la sanción de la Ley Provincial N.º 537 se crearon los Departamentos de Rinconada y Santa Catalina. En la actualidad los descendientes de Saravia mantienen el control económico de las tierras.